# Curt Becker (Politiker, 1936)
Curt Martin Becker (* 19. Juni 1936 in Naumburg (Saale); † 22. Mai 2018 ebenda) war ein deutscher Politiker (CDU). Er war von 1990 bis 2006 Abgeordneter im Landtag von Sachsen-Anhalt, seit 1990 Bürgermeister der Stadt Naumburg (1994–2001 als Oberbürgermeister) sowie von 2002 bis 2006 Justizminister von Sachsen-Anhalt.

## Leben und Beruf
Curt Becker besuchte die Landesschule Pforta. Nach Abitur und Jurastudium in Kiel und Tübingen (1965 Assessorexamen) arbeitete Becker von 1965 bis 1967 als Gerichtsassessor in Baden-Württemberg. Von 1967 bis 1972 war er Staatsanwalt bei der Zentralstelle zur Aufklärung von NS-Verbrechen in Ludwigsburg. Danach wechselte er ins Sozialministerium Baden-Württemberg, war dort zuletzt als Ministerialrat zuständig für Kabinetts-, Landtags- und Bundesratsangelegenheiten. Von 1982 bis 1990 war Curt Becker Verbandsdirektor des kommunalen Landeswohlfahrtsverbandes Württemberg-Hohenzollern.
Becker war evangelisch, verheiratet und hatte zwei Kinder. Er starb im Mai 2018 im Alter von 81 Jahren.

## Politische Karriere
Becker trat 1967 in die CDU ein. Er war von 1973 bis 1982 Mitglied des Kreistages Ludwigsburg und von 1987 bis 1990 CDU-Stadtverbandsvorsitzender von Ludwigsburg.
Nach der Friedlichen Revolution in der DDR 1989 kehrte Curt Becker aus Baden-Württemberg zurück in seine Heimat Sachsen-Anhalt. Er wurde 1990 zum Bürgermeister der Stadt Naumburg gewählt. Dieses Amt übte er (ab 1994 als Oberbürgermeister) bis 2001 aus. Von der 1. Legislaturperiode (1990–1994) bis zur 4. Legislaturperiode (2002–2006) war er Mitglied des Landtags von Sachsen-Anhalt.
Von Mai 2002 bis Mai 2006 war Curt Becker in der CDU/FDP-Landesregierung Justizminister (Kabinett Böhmer I).

### Naumburger Briefkopfaffäre
In seiner Funktion als Justizminister wurde Becker im Oktober 2003 Gegenstand der Naumburger Briefkopfaffäre. In einem auf dem offiziellen Briefpapier seines Ministeriums verfassten Brief hatte er sich im März 2003 an seinen Amtsnachfolger in Naumburg, Oberbürgermeister Hilmar Preißer, gewandt und zugunsten eines mit der Stadt Naumburg im Rechtsstreit liegenden Parteifreundes und Unternehmers interveniert. Dessen insolvenzgefährdete Firma war von der Stadt Naumburg auf die Zahlung einer sog. Stellplatzablöse verklagt worden, da auf dem Firmengrundstück nicht die laut Bauvorschrift erforderlichen zwölf Pkw-Parkplätze errichtet worden waren. Becker wünschte, dass die Stadt ihre Forderung auf nur noch drei Parkplätze reduzieren solle, was die geschuldete Stellplatzablöse um 50.000 Euro reduziert hätte. Schließlich einigten sich Becker und Preißer auf sieben Parkplätze. 
De facto hatte der Justizminister die Stadt Naumburg dazu bewegt, während eines laufenden Gerichtsverfahren die eigene Rechtsposition zu ändern und damit geltendes Recht in Form der Bauvorschriften zu missachten. Für sein Vorgehen musste sich der Politiker einem Untersuchungsausschuss stellen. Dabei kam auch zur Sprache, dass Becker dem beklagten Firmeninhaber, noch in seiner Funktion als Naumburger Bürgermeister, falsche Versprechungen gemacht haben soll. Vor Ansiedlung seines Unternehmens in Naumburg habe Becker dem Investor signalisiert, dass die Zahl der Parkplätze „nicht relevant“ sei. Becker bestritt vor dem Ausschuss, hinsichtlich der Stellplatzfrage eine konkrete Zusage gemacht zu haben. Vielmehr sei es ihm darum gegangen, einen Ende der 1990er Jahre in Naumburg dringend benötigten Investor „anzulocken“. Den von der Opposition geforderten Rücktritt verweigerte er.
Dem nach der Landtagswahl vom 26. März 2006 neu gebildeten schwarz-roten Kabinett von Ministerpräsident Wolfgang Böhmer gehörte Becker nicht mehr an, sondern schied regulär aus seinem Amt. Nachfolgerin wurde die SPD-Politikerin Angela Kolb-Janssen.

## Ehrenämter
Curt Becker ist Ehrenbürger der Stadt Naumburg. Er war Mitglied des DRK und VdK, Ehrenmitglied des TV Friesen, des privilegierten Schützencorps Naumburg, der Stadtwache Naumburg, des Claudius Männerchores sowie der Freiwilligen Feuerwehr Naumburg.
Becker war ferner Domherr und seit 2013 Dechant der Vereinigten Domstifter zu Merseburg und Naumburg und des Kollegiatstifts Zeitz. Zudem war er stellvertretender Vorsitzender der Stiftung Schulpforta und erster Vorsitzender der 2013 gegründeten KulturAkademie Naumburg, außerdem Ehrenschlossführer des Residenzschlosses Ludwigsburg.

## Auszeichnungen und Ehrungen
- 2006: Bundesverdienstkreuz (1. Klasse)
- 2018: Verdienstorden des Landes Sachsen-Anhalt

Im März 2019 beschloss der Gemeinderat der Stadt Naumburg, den Theaterplatz in Curt-Becker-Platz umzubenennen. Die Umbenennung wurde am 22. Mai 2019 vollzogen.